# Reserpin
Reserpin je indolni alkaloid, koji se kao antipsihotični i antihipertenzivni lek koristio za kontrolu visokog krvnog pritiska i olakšavanja psihotičkih simptoma. Usled razvoja boljih lekova za te svrhe i njegovih brojnih nuspojava, on se retko koristi u današnje vreme. Antihipertenzivno dejstvo reserpina je rezultat njegove sposobnosti da iscrpi kateholamine (između ostalih monoaminskih neurotransmitera) iz perifernih simpatetičkih nervnih završetaka. Te supstance normalno učestvuju u kontroli brzine rada srca, snage srčanih kontrakcija i periferne otpornosti.
Reserpinom posredovano iscrpljivanje monoaminskih neurotransmitera u sinapsama se često navodi kao dokaz teorije po kojoj iscrpljivanje neurotransmitera uzrokuje naknadnu depresiju kod ljudi (monoaminska hipoteza). Međutim, ove tvrdnje su kontroverzne. Deo naučne zajednice smatra da je reserpinom indukovana depresija mit, dok drugi tvrde da čajevi napravljeni od biljnih korena koji sadrže reserpin imaju umirujuće, sedativno dejstvo koje se može smatrati antidepresivnim. Reserpin je bio prvo jedinjenje za koji je pokazano da je efektivan antidepresant u randomizovanom placebo-kontrolisanom ispitivanju.

## Mehanizam dejstva
Reserpin ireverzibilno blokira vezikularni monoaminski transporter (VMAT). Taj molekul normalno transportuje slobodni norepinefrin, serotonin, i dopamin iz citoplazme presinaptičkih nervnih terminala u vezikule zaliha radi naknadnog otpuštanja u sinaptički otvor ("eksocitoza"). Nezaštićeni neurotransmiteri se metabolišu monoaminskom oksidazom (kao i putem COMT-a) u cotoplazmi i stoga ne dospevaju do sinapse.
Mogu da budu potrebni dani i nedelje dok telo ne obnovi istrošeni VMAT, te je stoga dejstvo reserpina dugotrajno.

## Spoljašnje veze
|  | Molimo Vas, obratite pažnju na važno upozorenje u vezi sa temama iz oblasti medicine (zdravlja). |